# 24 Lyncis
24 Lyncis, som är stjärnans Flamsteed-beteckning, är en ensam stjärna i den norra delen av stjärnbilden Lodjuret,. Den har en skenbar magnitud på ca 4,96 och är svagt synlig för blotta ögat där ljusföroreningar ej förekommer. Baserat på parallaxmätning inom Hipparcosuppdraget på ca 12,2 mas, beräknas den befinna sig på ett avstånd på ca 267 ljusår (ca 82 parsek) från solen. Den rör sig bort från solen med en heliocentrisk radialhastighet av ca 9 km/s.

## Egenskaper
24 Lyncis är en vit till blå underjättestjärna av spektralklass A3 IVn, där n-suffixet anger ”diffusa” absorptionslinjer i dess spektrum, på grund av hög rotationshastighet. Stjärnan roterar med en projicerad rotationshastighet på 233 km/s, vilket ger den en ekvatorialradie som är 17 procent större än polarradien.   Den har en massa som är ca 1,9 solmassor, en radie som är ca 3,7 solradier och utsänder ca 61 gånger mera energi än solen från dess fotosfär vid en effektiv temperatur på ca 8 800 K.
24 Lyncis  har en visuell följeslagare av skenbar magnitud 11,15 med en vinkelseparation av 55 bågsekunder vid en positionsvinkel på 324° år 2010.